# Grünstraßenbrücke
Die Grünstraßenbrücke im Berliner Ortsteil Mitte ist eine der frühen Spreequerungen im alten Köllner Stadtkern. Statt einer hölzernen mit Klappen für die Schiffspassagen versehenen Jochbrücke entstand von 1903 bis 1905 die steinerne Grünstraßenbrücke. Nach einer teilweisen Zerstörung am Ende des Zweiten Weltkriegs und folgender Reparatur steht sie seit den 1970er Jahren in der Berliner Baudenkmalliste.

## Geschichte
Ein Buch über die Residenzstadt Berlin aus dem 18. Jahrhundert berichtet von der Existenz zweier Grünstraßenbrücken:

„Die zweyte Hälfte von Neukölln durchschneidet […] die Grünstraßenbrücke, führt aus der Grünstraße in Altkölln, über die Friedrichsgracht nach Neukölln. […] Die neue Grünstraßenbrücke oder Laufbrücke […] führt von Neukölln nach der neuen Grünstraße in der Köllnischen Vorstadt.“

(Anmerkung: Höhe der heutigen Neuen Grünstraße 15/16 über dem damaligen Festungsgraben)
Es handelte sich offenbar um eine Brücke für den Kutsch- und Reitverkehr und eine daneben liegende Fußgängerbrücke. Das Brückenbauwerk erhielt seinen Namen nach der über sie führenden Straße, der wiederum auf das reichlich vorhandene Grün der sumpfigen Spreeinsel zurückgeführt wird.
Als gegen Ende des 19. Jahrhunderts die benachbarte Roßstraßenbrücke und die Gertraudenbrücke als steinerne Bogenkonstruktionen neu gebaut worden waren, beschloss der Berliner Magistrat auch für die Grünstraßenbrücke einen Neubau. Die Beschlussvorlage begründet die Baunotwendigkeit wie folgt:

„Die im Zuge der Grün- und Neuen Grünstraße über den Spreeschleusenkanal führende Brücke zeigt gegenwärtig noch die früher üblich gewesene Gestalt einer hölzernen Jochbrücke mit einer mittleren Durchfahrtsöffnung von 7,0 Meter lichter Weite, die von zwei ebenfalls aus Holz konstruierten Klappenpaaren überspannt wird. Wenngleich der Zug der Grün- und Neuen Grünstraße nicht zu den Verkehrszügen ersten Ranges gezählt werden kann, so bildet er doch im Zusammenhange einerseits mit der Brüderstraße und mit der Alten Jakob- und der Stallschreiberstraße andererseits eine nicht unwichtige Verbindung zwischen den südlich und nördlich des Schleusenkanals gelegenen Stadtteilen der Residenz, und es erscheint daher mit Rücksicht auf den auch hier sich stetig steigenden Verkehr durchaus geboten, das in seinen Abmessungen selbst geringen Ansprüchen nicht mehr genügende Brückenbauwerk durch ein neues zu ersetzen, das nebenher auch in seinem Äußeren ein der Reichshauptstadt würdiges Aussehen erhält, durch seine feste Fahrbahnkonstruktion die bisher für den Wasser- und Landverkehr durch die vorhandene Klappvorrichtung jahrein, jahraus hervorgerufenen Verkehrsstörungen beseitigt und endlich den bei einem Brückenbauwerk aus Holz sich in stetiger Folge wiederholenden Ausbesserungsarbeiten ein Ende macht.“

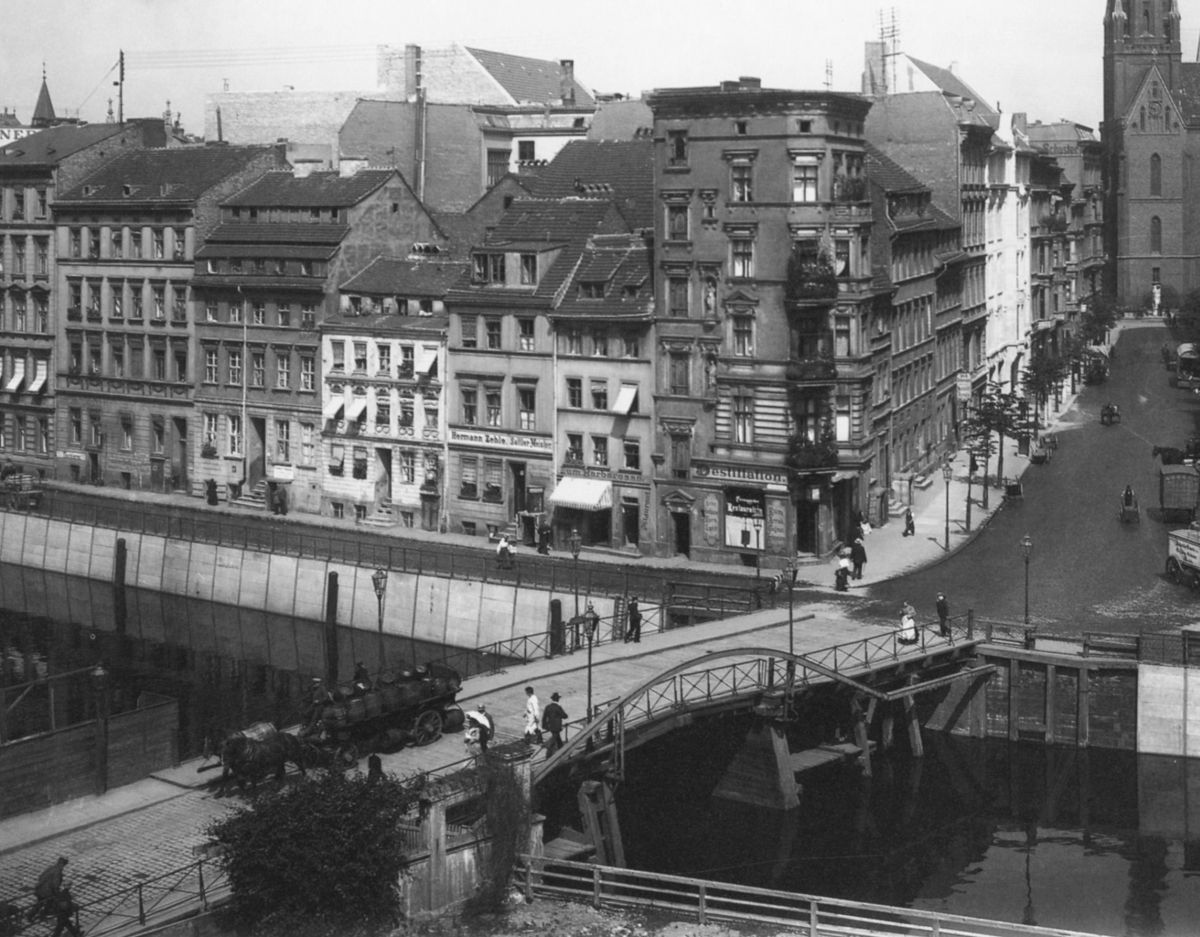
Grünstraßenbrücke als Jochbrücke, 1903

Die neue Brücke sollte eine Sandsteinfassade erhalten, 19 m breit sein und mit 4 m breiten Bürgersteigen ausgestattet werden.
Der Berliner Architekt Richard Wolffenstein entwarf das Aussehen der festen Gewölbebrücke, der Bildhauer Ernst Westphal gestaltete auf beiden Seiten Reliefs, die Szenen des damaligen Alltags und Jugendstilornamente wie Schnecken, Wasserpflanzen und Fische zeigen. Ein figürliches Relief warnt vor den Gefahren des Flusses: eine vierköpfige Menschengruppe hilft einem in das Wasser Gefallenen, ein anderes stellt Wäscherinnen am Fluss dar, die auch mit dem Weitererzählen von Neuigkeiten beschäftigt sind. Es ist auch möglich, dass der Bildhauer mit diesem Sujet auf die nahe gelegene Wäscherei von Wilhelm Spindler (1810–1873) anspielte. Spindler betrieb im Spindlershof (zwischen Wall- und Neuer Grünstraße) eine sehr bekannte Wäscherei und Färberei, bevor er in das Randgebiet von Berlin umsiedelte. Die großen Sichtflächen der Brücke sind mit Muschelkalk verblendet. Beiderseits am Brückenscheitel gibt es zur Spree hin je ein Bärenwappen. Die Ersteröffnung als Fußgängerbrücke erfolgte im Jahr 1905.
Die Grünstraßenbrücke wurde Anfang 1945 von deutschen Wehrmachtsspezialisten gesprengt, um das Vordringen der Roten Armee zu verlangsamen; ein Teil des Gewölbes wurde unbenutzbar. 1951 ließ die Ost-Berliner Verwaltung die Brücke instand setzen. Aus den Resten geborgener Muschelkalksteine konnten für die Wiederherstellung der Brückensichtflächen verwendet werden. Die Reliefs sind erhalten geblieben, waren aber in einem sehr schlechten Zustand.
Nach der deutschen Wiedervereinigung wurde für die Grundinstandsetzung der seit den 1970er Jahren unter Denkmalschutz stehenden Brücke Geld zur Verfügung gestellt, mit dem die Aufarbeitung von Pfeilern, Gewölben, Balustern und Reliefs in den Jahren 1994–1995 erfolgen konnte. Für den durchgängigen Kraftfahrzeugverkehr ist die Brücke gesperrt, dagegen erhielt sie am Gehweg vier Straßenleuchten in Gestalt historischer Gaslaternen.

## Benachbartes
Im Jahr 1905 wird in der Nachbarschaft der demnächst zu eröffnenden neuen Brücke das Haus Grünstraße 20 hervorgehoben. Es war das Eigentum des königlichen Wagenmeisters Landeck, der durch persönlichen Einsatz die Königskutschen vor der Beschlagnahme durch Napoleon gerettet hat. Als der Herrscher später davon hörte, erfüllte er seinem Wagenmeister den Wunsch, beim Bau seines Wohnhauses zu helfen und schickte Soldaten zur Arbeit.
Am Südende der Grünstraßenbrücke sind zahlreiche erhaltene Bauten erwähnenswert, die in der Berliner Denkmalliste stehen, wie das Geschäftshaus an der Straßenecke Neue Grünstraße 24/Wallstraße 15/15a (Architekten Johann Hoeniger und Jakob Sedelmeier), ein früheres Ab- und Umspannwerk (Architekt Franz Schwechten) an der Kreuzung Neue Grünstraße 12/Alte Jakobstraße 91, Gewerbehöfe aus dem Ende des 19. Jahrhunderts in der Neuen Grünstraße 17/18. Auf der Ostseite der Grünstraßenbrücke führt seitlich eine schmale Treppe zu einem Uferweg hinunter.

## Kunstprojekte auf der Brücke
Das Künstlerprojekt Walk to Walk stellte im Sommer 2008 auf der Grünstraßenbrücke zwei sogenannte „White Cubes“ auf, in denen experimentelle Filmkunst präsentiert wurde. Im Rahmen des gleichen Projekts führten Vania Rovisco und Abraham Hurtado gemeinsam mit dem Gitarristen Jochen Arbeit von Einstürzende Neubauten die Tanzperformance Bridge on a wall auf der Grünstraßenbrücke aus.